# Playa de Figueira
La playa de Figueira se encuentra en el concejo de Coaña en Asturias, España y pertenece a la localidad de Medal.
Pertenece a la Costa Occidental de Asturias y presenta protección medioambiental por estar catalogada como ZEPA y LIC.

## Descripción
La playa es realmente un pedrero con forma rectilínea, tiene una longitud de unos 230-240 m y una anchura media de unos 30-35 m y las arenas son grises de grano medio y tiene muy poca asistencia. Su entorno es rural y con un bajo grado de urbanización. Durante la pleamar el agua la cubre totalmente y tiene un valor ecológico muy alto. La actividad recomendada es la pesca deportiva y la submarina en las proximidades del islote de «Illones» situado al este de la playa. No dispone de ningún tipo de servicios.
La playa está cerca de las localidades de Loza y Medal. El acceso a la playa desde Medal es fácil y cómodo por lo que esta es la playa con más visitantes de la zona. Para acceder a ella hay que tomar el acceso a Medal que está más al oeste de donde parte una carretera que, después de sobrepasar varios edificios se adentra en el bosque y termina en un pequeño mirador desde donde se puede bajar fácilmente a la playa por unas escaleras de piedra aunque se deben tomar precauciones ya que en la parte de la playa donde desembocan las escaleras son frecuentes los derrumbes.
La playa no dispone de ningún servicio y las actividades más recomendadas son la pesca deportiva y la submarina. Se recomienda llevar calzado adecuado para bañarse. Para los andarines está el aliciente de que por las cercanías de la playa pasa la «Senda costera E-9» que va desde Viavélez a Ortiguera.